# Basilepta incerta
Basilepta incerta es una especie de  coleóptero de la familia Chrysomelidae.
Fue descrita científicamente por primera vez en 1928 por Pic.